# Phylloscopus umbrovirens
Phylloscopus umbrovirens là một loài chim trong họ Phylloscopidae.